# Mike Rowe

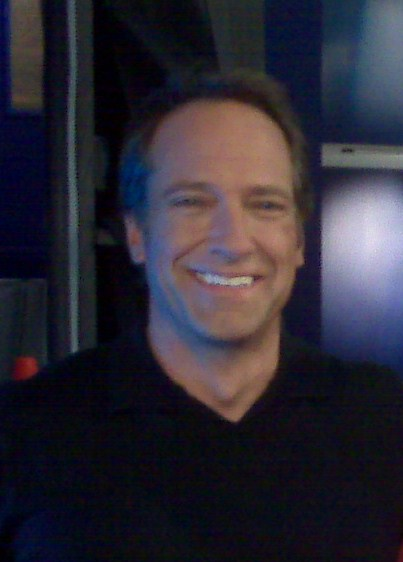
Mike Rowe

Michael Gregory „Mike“ Rowe (* 18. März 1962 in Baltimore, Maryland) ist ein US-amerikanischer Fernsehmoderator und Gastgeber der auf Discovery Channel laufenden Serie Dirty Jobs (auch: Dirty Jobs – Arbeit, die keiner machen will).